# Liste der Bischöfe von Richborough
Der Bischof von Richborough ist ein Suffraganbischof in der Kirchenprovinz Canterbury der Church of England. Der Name bezieht sich auf das Dorf Richborough im Osten der Grafschaft Kent. Der Titel wurde bereits 1888 geschaffen, aber erst 1995 erstmals besetzt, um anglokatholischen Gemeinden, die die Ordination von Frauen nicht anerkennen, alternative episkopale Aufsicht bereitzustellen. Die Bischöfe von Richborough teilten sich diese Aufgabe für die gesamte Kirchenprovinz bis 2023 mit den Bischöfen von Ebbsfleet und seitdem mit den Bischöfen von Oswestry.

## Liste der Bischöfe
| Bischof von Richborough | Bischof von Richborough | Bischof von Richborough | Bischof von Richborough                                                              |
| Von                     | Bis                     | Inhaber                 | Anmerkungen                                                                          |
| ----------------------- | ----------------------- | ----------------------- | ------------------------------------------------------------------------------------ |
| 20. Juli 1995           | 2001                    | Edwin Barnes SSC        | Übertritt zur römisch-katholischen Kirche am 21. Januar 2011, gestorben Februar 2019 |
| 7. März 2002            | 31. Dezember 2010       | Keith Newton SSC        | Rücktritt und Übertritt zur römisch-katholischen Kirche                              |
| 16. Juni 2011           | 31. März 2024           | Norman Banks SSC        | Vorher Vikar von Walsingham, Houghton und Barsham in der Diözese Norwich             |
| 27. Februar 2025        |                         | Luke Irvine-Capel SSC   | vorher Archdeacon of Chichester in der Diözese Chichester                            |
| Quellen:                |                         |                         |                                                                                      |